# Cyphophoenix fulcita
Campecarpus fulcitus là loài thực vật có hoa thuộc họ Arecaceae. Loài này được (Brongn.) Hook.f. ex Salomon mô tả khoa học đầu tiên năm 1887.